# Związek Zbawienia Rumunii
Związek Zbawienia Rumunii lub Związek Ocalenia Rumunii (rum. Uniunea Salvați România, USR) – rumuńska partia polityczna. Początkowo określana jako formacja centroprawicowa i antyestablishmentowa, następnie jako ugrupowanie o profilu liberalnym, progresywnym i proeuropejskim. Ugrupowanie powstałe w 2016, w 2021 połączone z partią PLUS, wspólne ugrupowanie w tymże roku wróciło do nazwy USR.

## Historia
Powołanie ugrupowania wiąże się z utworzeniem 1 lipca 2015 regionalnej partii politycznej Uniunea Salvați Bucureștiul, na czele której stanął matematyk i aktywista społeczny Nicușor Dan. Odnotowała ona dobre wyniki w wyborach lokalnych w rumuńskiej stolicy w czerwcu 2016 (jej lider zajął drugie miejsce z wynikiem około 30% w wyborach na burmistrza Bukaresztu). Na bazie USB powołano następnie ogólnokrajowe ugrupowanie pod nazwą Związek Zbawienia Rumunii, w którym funkcję przewodniczącego objął również Nicușor Dan. Do USR dołączyli m.in. członkowie technicznego rumuńskiego rządu Vlad Alexandrescu i Cristian Ghinea, a także pisarz Dan Lungu. Związek w wyborach parlamentarnych z grudnia 2016 zajął trzecie miejsce z wynikiem około 8,9% głosów do każdej z izb parlamentu. Przełożyło się to na 30 mandatów poselskich i 13 mandatów senatorskich. W październiku 2017 nowym przewodniczącym został Dan Barna.
W 2019 związek po raz pierwszy wystartował w wyborach europejskich, wspólna lista z partią PLUS Daciana Cioloșa zajęła trzecie miejsce (22,4% głosów i 8 mandatów). Oba ugrupowania kontynuowały współpracę w kolejnych wyborach. W wyborach prezydenckich w 2019 popierały Dana Barnę, który zajął trzecie miejsce. W wyborach parlamentarnych w 2020 wspólna lista otrzymała 15,4% głosów do Izby Deputowanych (55 mandatów) oraz 15,9% głosów do Senatu (25 mandatów).
W grudniu 2020 obie partie koalicyjne USR i PLUS zawarły porozumienie z ugrupowaniami PNL i UDMR, współtworząc rząd Florina Cîțu. W sierpniu 2020 partie USR i PLUS podjęły decyzję o połączeniu, do którego doszło ostatecznie w kwietniu 2021, gdy sąd zatwierdził fuzję i powołanie wspólnego ugrupowania pod nazwą USR PLUS. Współprzewodniczącymi zostali dotychczasowi liderzy obu formacji. We wrześniu tegoż roku doszło do kryzysu w ramach koalicji, z gabinetu odeszli wówczas wszyscy ministrowie rekomendowani przez liberałów, a partia następnie znalazła się w opozycji.
W październiku 2021 Dacian Cioloș został powołany na jedynego przewodniczącego partii, pokonał w drugiej turze wewnętrznych wyborów Dana Barnę. Samo ugrupowanie podjęło decyzję o funkcjonowaniu pod nazwą Związek Zbawienia Rumunii. W lutym 2022 Dacian Cioloș zrezygnował z przywództwa w USR, gdy władze partii odrzuciły przedstawione przez niego propozycje programowe. Odszedł następnie ze związku, a w czerwcu 2022 wraz ze swoimi zwolennikami (w tym grupą europosłów) zainicjował powołanie nowego ugrupowania pod nazwą REPER. W lipcu tegoż roku na nowego przewodniczącego USR wybrany został Cătălin Drulă.
W wyborach europejskich w 2024 centroprawicowa koalicja skupiona wokół USR otrzymała 8,7% głosów i 3 mandaty (w tym dwa dla przedstawicieli związku). W czerwcu 2024 na czele formacji stanęła Elena Lasconi. Nowa liderka USR wystartowała w tym samym roku w wyborach prezydenckich. Przeszła do drugiej tury, która jednak się nie odbyła; Trybunał Konstytucyjny unieważnił przed dniem głosowania cały proces wyborczy, motywując to stwierdzonymi zewnętrznymi ingerencjami w wybory (co miało wpłynąć na wynik jej konkurenta Călina Georgescu). Wcześniej w tym samym miesiącu USR zajął czwarte miejsce w wyborach parlamentarnych, otrzymując 12,4% głosów do Izby Deputowanych (40 miejsc) i 12,3% głosów do Senatu (19 miejsc).
Elena Lasconi wystartowała w kolejnych wyborach prezydenckich w 2025; kilka tygodni przed wyborami USR wycofał poparcie dla niej, opowiadając się za burmistrzem Bukaresztu Nicușorem Danem. Przewodnicząca partii nie zrezygnowała jednak ze startu. W pierwszej turze zajęła 5. miejsce, zaś Nicușor Dan z drugim wynikiem przeszedł do drugiej tury (którą następnie wygrał). Wkrótce po pierwszej turze w maju 2025 Elena Lasconi zrezygnowała z kierowania USR. W następnym miesiącu przewodniczącym partii został Dominic Fritz. Również w czerwcu 2025 USR dołączył do koalicji tworzącej nowy rząd, na czele którego stanął Ilie Bolojan z PNL.

## Wyniki w wyborach parlamentarnych
| Rok wyborów | Izba Deputowanych | Izba Deputowanych | Izba Deputowanych | Senat        | Senat | Senat   |
| Rok wyborów | Głosy (tys.)      | %                 | Mandaty           | Głosy (tys.) | %     | Mandaty |
| ----------- | ----------------- | ----------------- | ----------------- | ------------ | ----- | ------- |
| 2016        | 625               | 8,9               | 30/329            | 629          | 8,9   | 13/136  |
| 2020        | 907               | 15,4              | 55/330            | 937          | 15,9  | 25/136  |
| 2024        | 1146              | 12,4              | 40/331            | 1135         | 12,3  | 19/136  |